# Jure Škoberne
Jure Škoberne (ur. 20 marca 1987 w Šempeterze pri Gorici) – słoweński szachista, arcymistrz od 2010 roku.

## Kariera szachowa
W latach 1997 i 2003 reprezentował Słowenię na mistrzostwach Europy juniorów (do 10 i 16 lat), natomiast w 2005 r. uczestniczył w mistrzostwach świata juniorów do 18 lat. W 2005 r. odniósł pierwszy znaczący międzynarodowy sukces, dzieląc I m. (wspólnie z Nenadem Fercecem, Petarem Benkoviciem i Draganem Solakiem) w otwartym turnieju w Portorožu. W 2009 wypełnił pierwszą normę na tytuł arcymistrza, zwyciężając (wspólnie z Draganem Solakiem) w turnieju Turbo 1 GM w Nowym Sadzie. Drugą i ostatnią arcymistrzowską normę zdobył podczas rozegranych w 2010 r. w Rijece indywidualnych mistrzostw Europy.
Trzykrotnie zdobył medale indywidualnych mistrzostw Słowenii: dwa srebrne (2008, 2010) i brązowy (2009).
Wielokrotnie reprezentował Słowenię w turniejach drużynowych, m.in.:
- dwukrotnie na olimpiadach szachowych (w latach 2008, 2012)[3],
- dwukrotnie na drużynowych mistrzostwach Europy (w latach 2011, 2013)[4],
- na drużynowych mistrzostwach Europy juniorów do 18 lat (w roku 2004); medalista: wspólnie z drużyną – brązowy (2004)[5],
- sześciokrotnie na turniejach o Puchar Mitropa (Mitropa Cup) (w latach 2006, 2007, 2008, 2009, 2012, 2013); medalista: wspólnie z drużyną – srebrny (2012)[6].

Najwyższy ranking w dotychczasowej karierze osiągnął 1 grudnia 2018 r., z wynikiem 2582 punktów.